# Rhampsinitus levis
Rhampsinitus levis is een hooiwagen uit de familie echte hooiwagens (Phalangiidae).